# الكوكايين (فلم)
الكوكايين أو الهاوية فيلم مصري صامت من إنتاج العام 1930 عرض لأول مرة في الإسكندرية باسم (الهاوية) ثم عرض في القاهرة في 23 فبراير 1931 تحت اسم جديد وهو الكوكايين.
تم إعادة عرض الفيلم بعد إدخال الصوت علي النسخة الصامتة سنة 1934

## قصة الفيلم
يرى عامل زوجة صديقه فيعجب بها ويحاول استمالتها إليه، لكنها تصده وتذكره بما تمليه عليه الصداقة، لكنه لا يقنع بينما يظهر ذلك للزوج، ويدفعه حقده على الزوج ورغبة الانتقام من الزوجة أن يدبر لإيقاع الزوج في براثن إدمان الكوكايين، يبدأ الزوج في الانهيار ثم تنهار الأسرة كلها، لكن الزوج المدمن لا يكف حتى يصل به الأمر إلى قتل ابنه وينتبه إلى ما آل إليه حاله لكن بعد أن فات الأوان، يودع في السجن ويحكم عليه بالسجن المؤبد، ويلقى الصديق الخائن مصيره من السماء حين يسقط من فوق إحدى السقالات أثناء عمله فيلقى مصرعه فلا وقت للندم أو إصلاح ما فسد.

## فريق العمل
تأليف وإخراج: توجو مزراحي
إنتاج: شركة الأفلام المصرية
تصوير: ألفيزي أورفانيللي

## بطولة
توجو مزراحي
فاطمة حسن
شالوم
شوقي عبد الله ثابت
عبده محرم